# Zemljopis Bugarske
Zemljopis Bugarske obuhvaća prostor u jugoistočnoj Europi i graniči s Rumunjskom na sjeveru, Srbijom i Sjevernom Makedonijom na zapadu, Grčkom i Turskom na jugu i Crnim morem na istoku.
Veći dio sjeverne granice s Rumunjskom, do grada Silistre, čini rijeka Dunav. Površina Bugarske je 110.994 km2, malo veća od Islanda ili američke savezne države Tennessee. S obzirom na svoju relativno malu površinu, Bugarska ima veliki broj topografskih obilježja. Čak i na manjim područjima zemlje reljef se može podijeliti na: ravnice, planine, brežuljke, planine, slivove, klance, plaže, mora, otoke i duboke riječne doline. Geografsko središte Bugarske nalazi se u blizini zimovališta Uzane.
Bugarsku karakterizira značajna raznolikost krajolika, od snježnih vrhova Rile, Pirina i planine Balkan do blage i sunčane obale Crnog mora; od tipično kontinentalne dunavske nizine na sjeveru do jake mediteranske klime u dolinama povijesne regije Makedonije, u najjužnijem dijelu Trakije. Većina Bugarske leži unutar umjereno kontinentalne klime, s planinskom klimom u području najviših planina i suptropskom klimom na najjužnijem dijelu zemlje regije.
Ima gustu riječnu mrežu, ali s izuzetkom rijeke Dunav, rijeke su uglavnom kratke i s malim protokom vode. Prosječna godišnja količina oborine je 670 mm. Oborine su slabije u nizinama, a obilnije u gorju. Najsuše područje je Dobrudža u sjeveroistočnom dijelu Dunavske nizine (s 450 mm oborina), dok je najveća količina oborina izmjerena u području gornjeg toka rijeke Ogošte, u planinama zapadnog dijela Balkana (2293 mm).